# Estação Coyoacán
A Estação Coyoacán é uma das estações do Metrô da Cidade do México, situada na Cidade do México, entre a Estação Zapata e a Estação Viveros-Derechos Humanos. Administrada pelo Sistema de Transporte Colectivo, faz parte da Linha 3.
Foi inaugurada em 30 de agosto de 1983. Localiza-se no cruzamento da Avenida Universidad com a Rua Martín Mendalde e a Rua Real de Mayorazgo. Atende os bairros Xoco e Del Valle, situados na demarcação territorial de Benito Juárez. A estação registrou um movimento de 8.719.798 passageiros em 2016.
O nome Coyoacán vem da língua náuatle, resultado da combinação dos vocábulos coyótl (coiote), hua (partícula possessiva) e can (partícula locativa), que juntos significam lugar de coiotes.